# Golden Odyssey (Schiff, 1974)
Die Golden Odyssey ist ein ehemaliges Kreuzfahrtschiff der griechischen Royal Cruise Line, das 1974 in Dienst gestellt wurde. In seiner mehr als vierzig Jahre andauernden Dienstzeit wurde das Schiff mehrfach weiterverkauft und umbenannt. Zuletzt fuhr es bis 2017 unter dem Namen Rex Fortune als Casinoschiff in Hongkong. Anschließend ging es nach Kambodscha, wo es in Sihanoukville als Hotelschiff und Touristenattraktion betrieben wird.

## Geschichte

### Royal Cruise Line
Die Golden Odyssey wurde unter der Baunummer 404 auf der Helsingør Skibsværft in Helsingør gebaut und am 7. Februar 1974 vom Stapel gelassen. Am 5. September 1974 wurde das Schiff in Dienst gestellt.
Mit der Golden Odyssey stieg die Royal Cruise Line in das Kreuzfahrtgeschäft ein. Die Reederei erhielt mit dem Einsatz dieses Schiffes eine hohe Reputation und gewann mehrere Auszeichnungen. Die Gesamtkapazität lag bei 509 Passagieren, es wurden aber nicht mehr als 468 Passagiere an Bord eingebucht. Nach der Ablieferung fuhr das Schiff nach einigen Mittelmeerkreuzfahrten in Richtung Südamerika. Dort wurden Ostküstenkreuzfahrten zwischen Rio de Janeiro und Buenos Aires mit Zwischenstopps durchgeführt. In den Folgejahren wurde die Golden Odyssey im Sommer in der Mittelmeerregion und im Winter in den Tropen eingesetzt. Das US-Geschäft war für die Reederei sehr lukrativ und man schloss viele Verträge mit der amerikanischen Reiseindustrie ab. Ideal war hierbei, dass die Zahl der Fluggäste, die damals eine Boeing 747 transportieren konnte, der Zahl der möglichen Kreuzfahrtpassagiere an Bord entsprach. Ab der Saison 1984/1985 kreuzte die Golden Odyssey zwischen Singapur und Hongkong sowie Indonesien und den Philippinen. Im Sommer 1986, sowie 1987 fuhr das Schiff von Vancouver nach Alaska. 1987 wurde das Schiff einer Generalsanierung bei der Sembawang Schiffswerft in Singapur unterzogen.

### Kloster Cruise Line
Am 17. November 1989 wurde die Royal Cruise Line von der Kloster Cruise Line, Nassau, Bahamas, übernommen, der Golden Odyssey beibehalten, nur die Registrierung des Heimathafens auf die Bahamas geändert. Zur Olympiade 1992 wurde die Golden Odyssey als Hotelschiff eingesetzt. Während einer Kreuzfahrt im Oktober 1993 zwischen New York und Kanada traten Probleme mit der Antriebswelle auf, die das Schiff zu einer Liegezeit mit anschließender Reparatur zwang.

### Astra II shipping

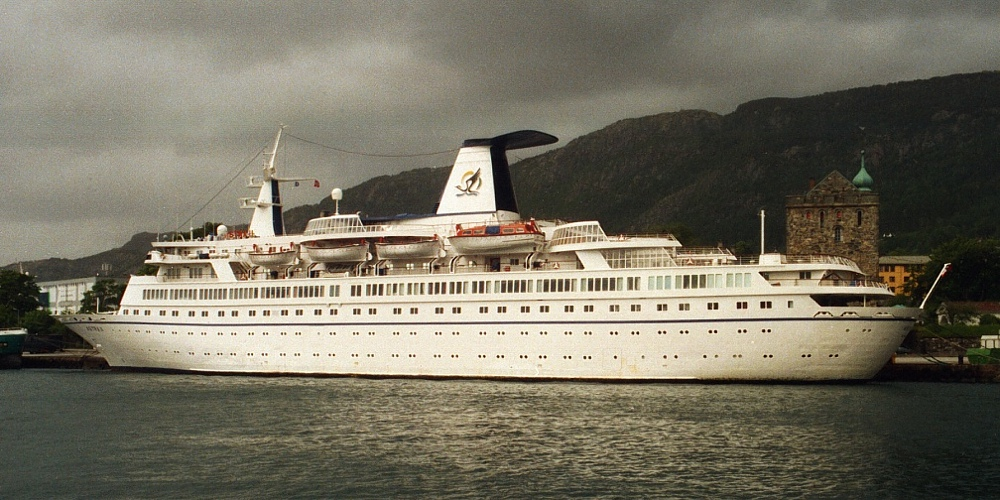
Die Astra II im Hafen von Bergen, Juni 2000

Am 30. November 1994 wurde das Schiff von der Astra II shipping, Deutsche Seetouristik, Nassau, für 18 Mio. US $ gekauft und in Astra II umbenannt. Nach einer Modernisierung auf einer Werft in der Ukraine wurde es durch Caravelle Shipping Comp., Moskau gechartert. Diese vercharterten wiederum das Schiff an Neckermann, die am 5. Mai 1995 die erste Kreuzfahrt durchführten.
Am 21. November 1997 wurde das Schiff stillgelegt, da avisierte Kreuzfahrten mit „Caravelle Charter“ abgesagt wurden. Vom 26. Januar bis Anfang April 1998 wurde die Astra II in einer Werft in Rijeka, Kroatien, modernisiert. Am 4. April 1998 charterte Hapag-Lloyd das Schiff für drei Jahre.

### Liberty Investment Worldwide
Im November 2000 wurde es von Astra II Shipping Ltd. an Liberty Investment Worldwide Management Ltd., Bahamas, verkauft und in Omar II umbenannt. Im Juni 2003 wurde das Schiff von Omar II in Omar 2 umbenannt. Im Januar 2004 wurde es wieder in Omar II umbenannt.

### Einsatz als Casinoschiff

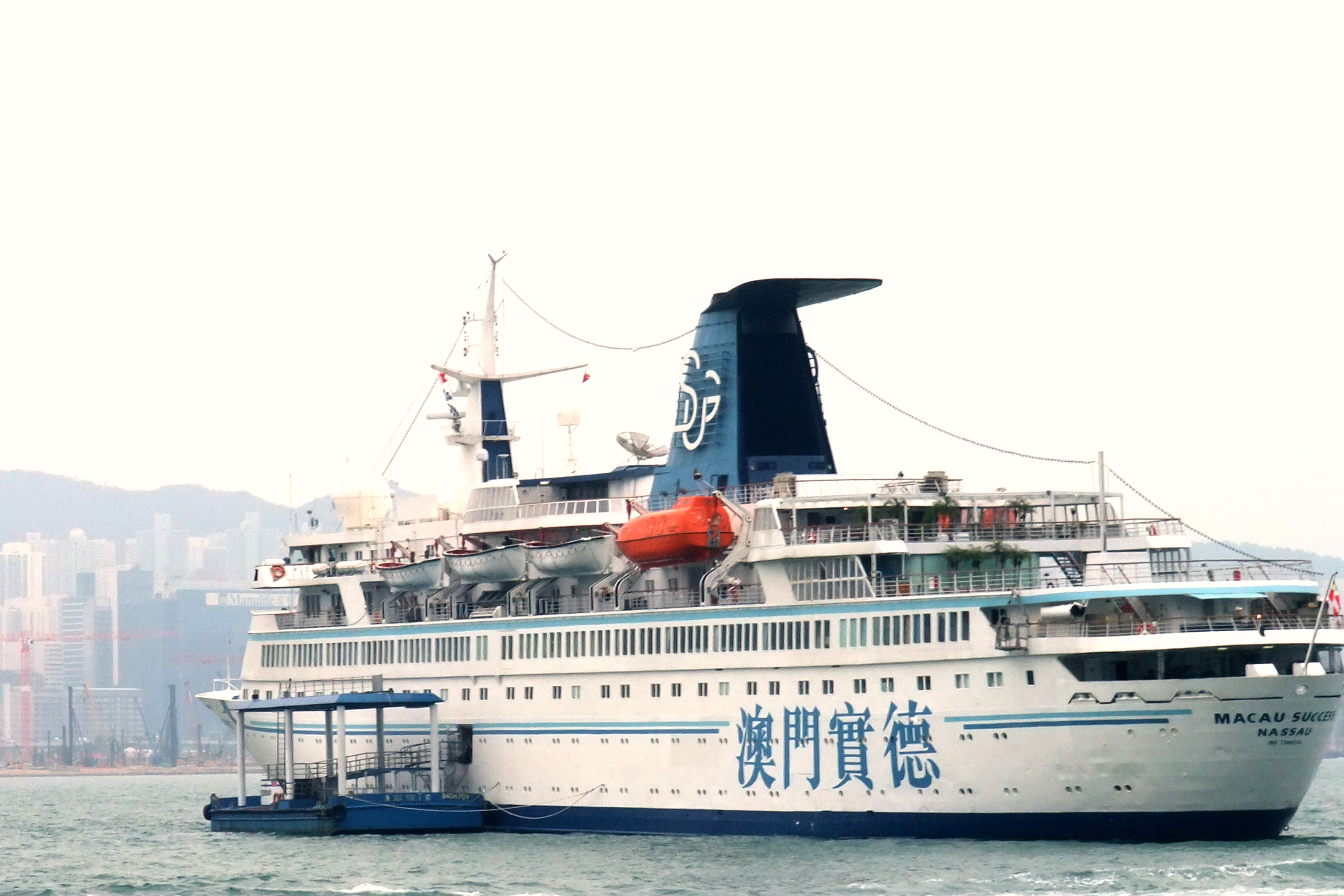
Die Macau Success in der Bucht von Hongkong, März 2011

Am 16. Februar 2004 wurde die Omar II an Capture Success, Nassau, Bahamas, verkauft und in Macau Success umbenannt. Ab diesem Zeitpunkt wurde es für Casino- und Kreuzfahrten rund um Hongkong genutzt. Im April 2012 wurde das Schiff für 11 Mio. US $ zum Verkauf ausgeschrieben. Im Juni 2012 wurde es von der Reederei Island Shipmanegement Hong Kong übernommen, die es fortan wieder als Casino und Kreuzfahrtschiff auf derselben Route einsetzten.
2013 wechselte die Macau Success erneut den Besitzer und wurde in Rex Fortune umbenannt. An dem Einsatzgebiet des Schiffes änderte sich durch die Umbenennung und den Besitzerwechsel jedoch nichts.
Die Rex Fortune besitzt ein auf zwei Bereiche aufgeteiltes, 580 Quadratmeter großes Casino mit 28 Spielautomaten, sowie insgesamt 26 Spieltische. Zur Innenausstattung des Schiffes gehört außerdem ein Nachtclub, zwei Restaurants sowie ein Souvenirshop.

## Einsatz als Hotelschiff
2017 wurde die Rex Fortune ausgemustert, nach Kambodscha verkauft und nach Sihanoukville überführt, wo sie ab Dezember 2017 zunächst auflag und in den darauffolgenden Jahren zu einem stationären Hotelschiff unter dem Betrieb des Golden Silver Gulf Beach Resort umgebaut wurde. Das Schiff befindet sich durch Erd- und Sandaufschüttungen nun komplett an Land.

## Zwischenfälle
Am 27. März 1977 kamen auf tragische Weise die meisten der eingebuchten Passagiere beim schwersten Flugzeugunglück der Geschichte von Teneriffa ums Leben. Im dichten Nebel kollidierte eine Boeing 747 der KLM mit einer Boeing 747 der Pan Am. Die geplante Kreuzfahrt wurde trotzdem durchgeführt, die Flaggen an Bord wehten auf halbmast.
Am 24. September 2010 stieß ein 49-jähriger Chinese im Streit seine 43-jährige Frau über Bord, die wenig später nur noch tot geborgen werden konnte.